# Фоминська (Вельський район)
Фоминська (рос. Фоминская) — присілок в Вельському районі Архангельської області Російської Федерації.
Населення становить 4 особи. Входить до складу муніципального утворення Липовське муніципальне утворення.

## Історія
Від 1937 року належить до Архангельської області.
Від 2004 року належить до муніципального утворення Липовське муніципальне утворення.

## Населення
| 2002 | 2010 | 2012 | 2014 |
| ---- | ---- | ---- | ---- |
| 4    | ↗7   | ↘4   | →4   |